# Obo (Bauwerk)

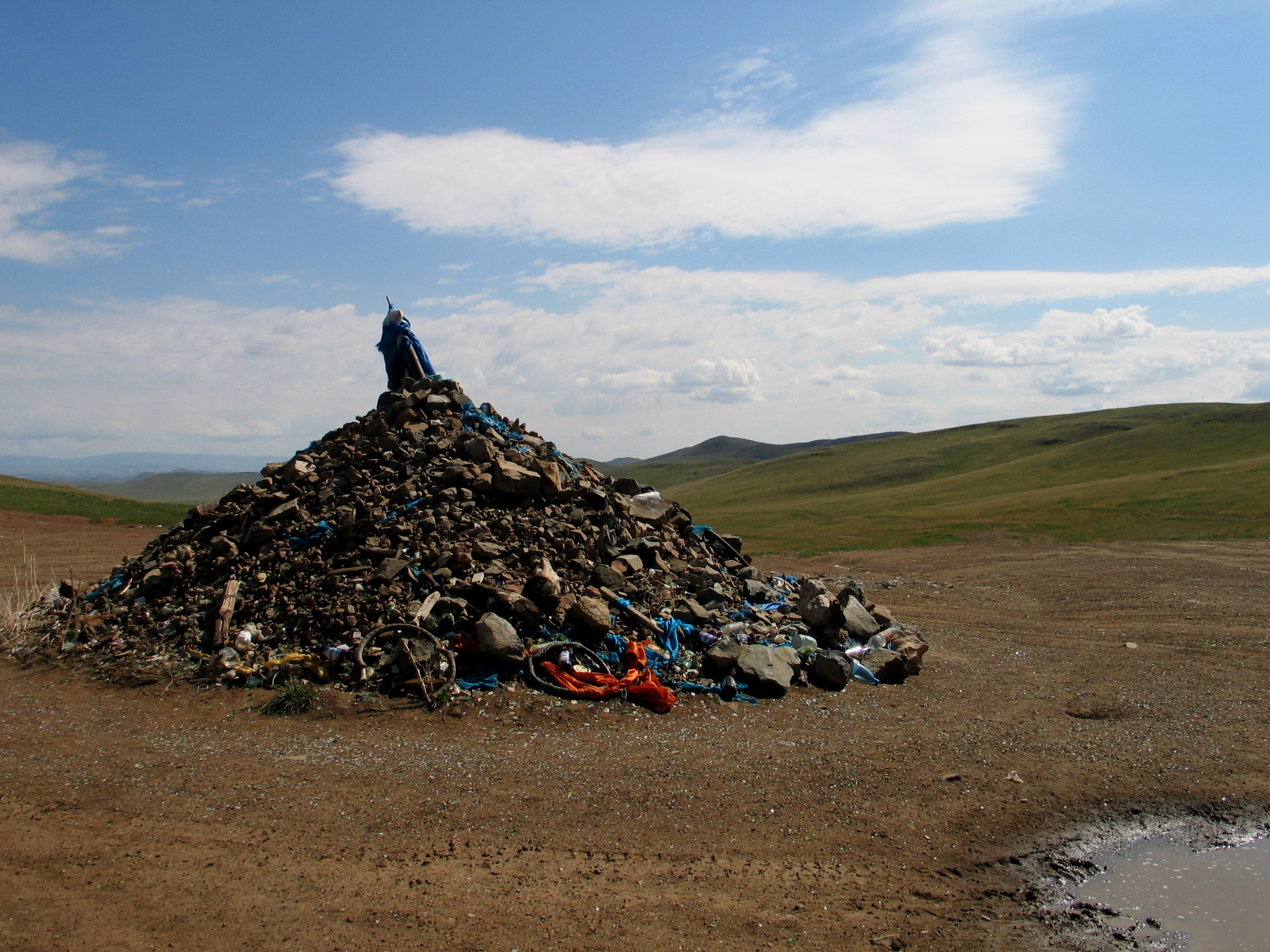
Obo in der Mongolei

Ein Obo  (auch Owoo) ist ein kultischer Steinhaufen in der Mongolei und in Tibet. Obos sind oft auf Gebirgspässen zu finden. Ihr Ursprung liegt im Mongolischen Schamanismus und der Bön-Religion. Die Tradition wurde im buddhistischen Volksglauben fortgeführt und ist auch bei dem mongolischen Volk der Kalmücken zu finden.
Sie bestehen aus größeren Steinen aus der näheren Umgebung. Obos sind meist ein bis zwei Meter hoch. Sie können mit bunten Tuchstreifen (meist blau) und Holzstöcken in der Mitte verziert sein.
Obos sind als Reisegottheiten auf vielen Passhöhen zu finden. Früher waren Obos auch ein Symbol für die Gefallenen im Krieg. Vor einem Krieg ließen Bewohner ihre Krieger je einen Stein auf einen Berg bringen. Die zurückgekehrten Kämpfer nahmen ihre Steine wieder vom Obo weg. Der Rest der Steine gehörte den Männern, die für immer auf dem Kriegsfeld geblieben waren.
Nach dem lamaistischen Glauben bringt es für den Reiseweg Glück, einen Obo dreimal zu umrunden und dabei an seine Wünsche zu denken. Dabei legt man jedes Mal einen unten liegenden Stein oder eine andere Opfergabe oben auf den Obo. Auch heute wird dies vor einer langen Autofahrt häufig noch gemacht.